# نخل‌های دم‌دار
نخل‌های دم‌دار (نام علمی: Caryota) نام یک سرده از تیره نخل است.

## نگارخانه

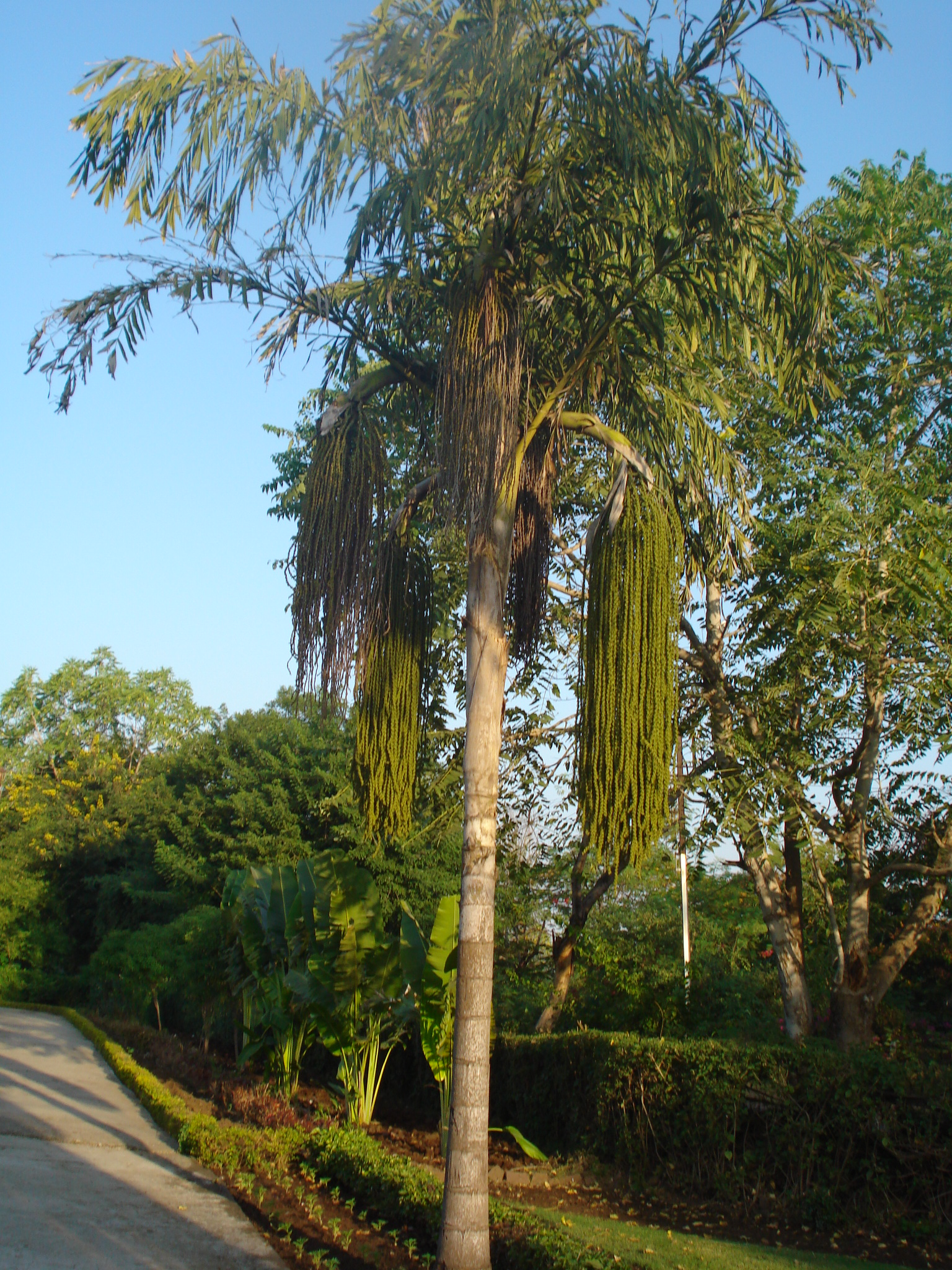
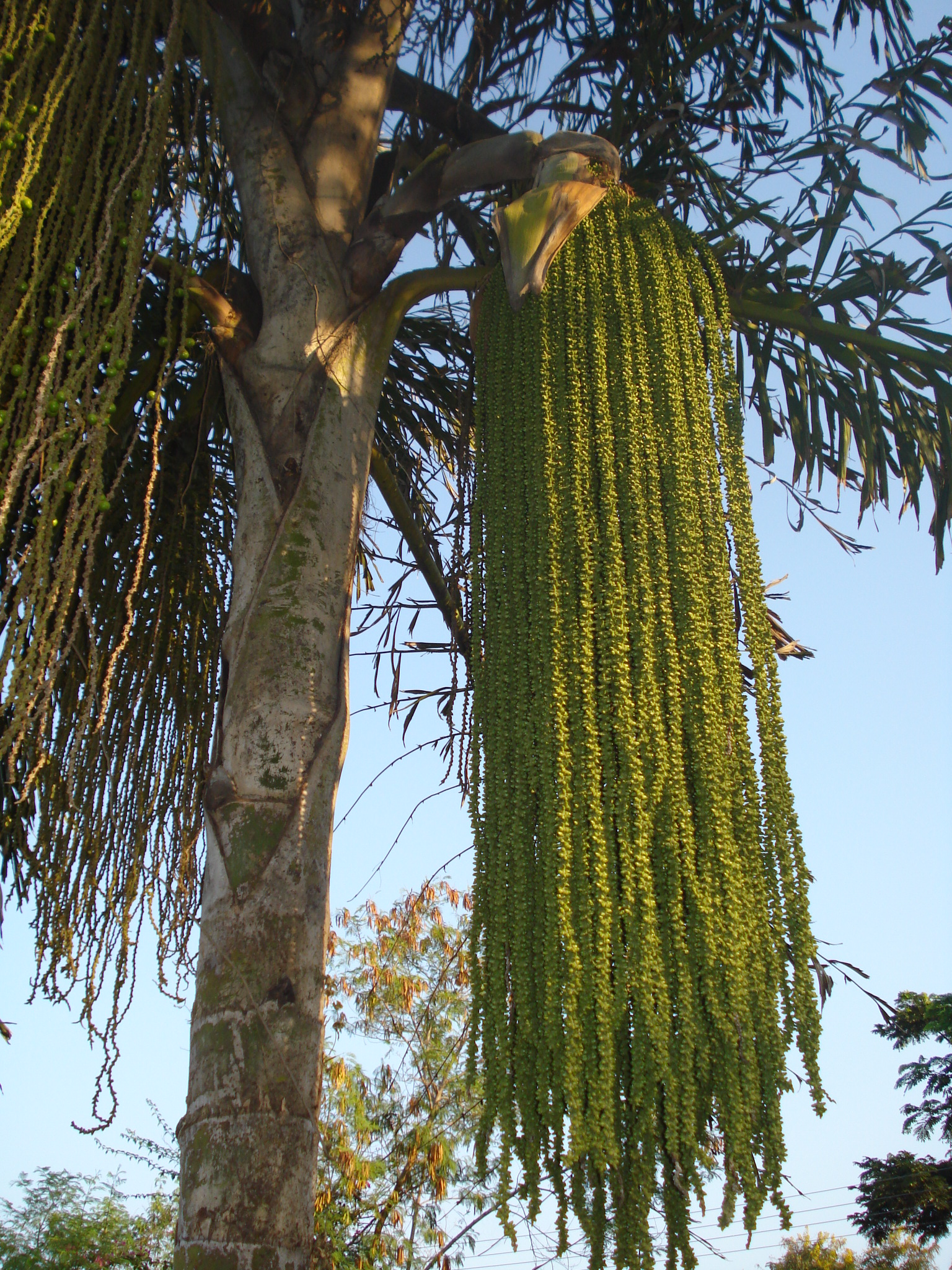
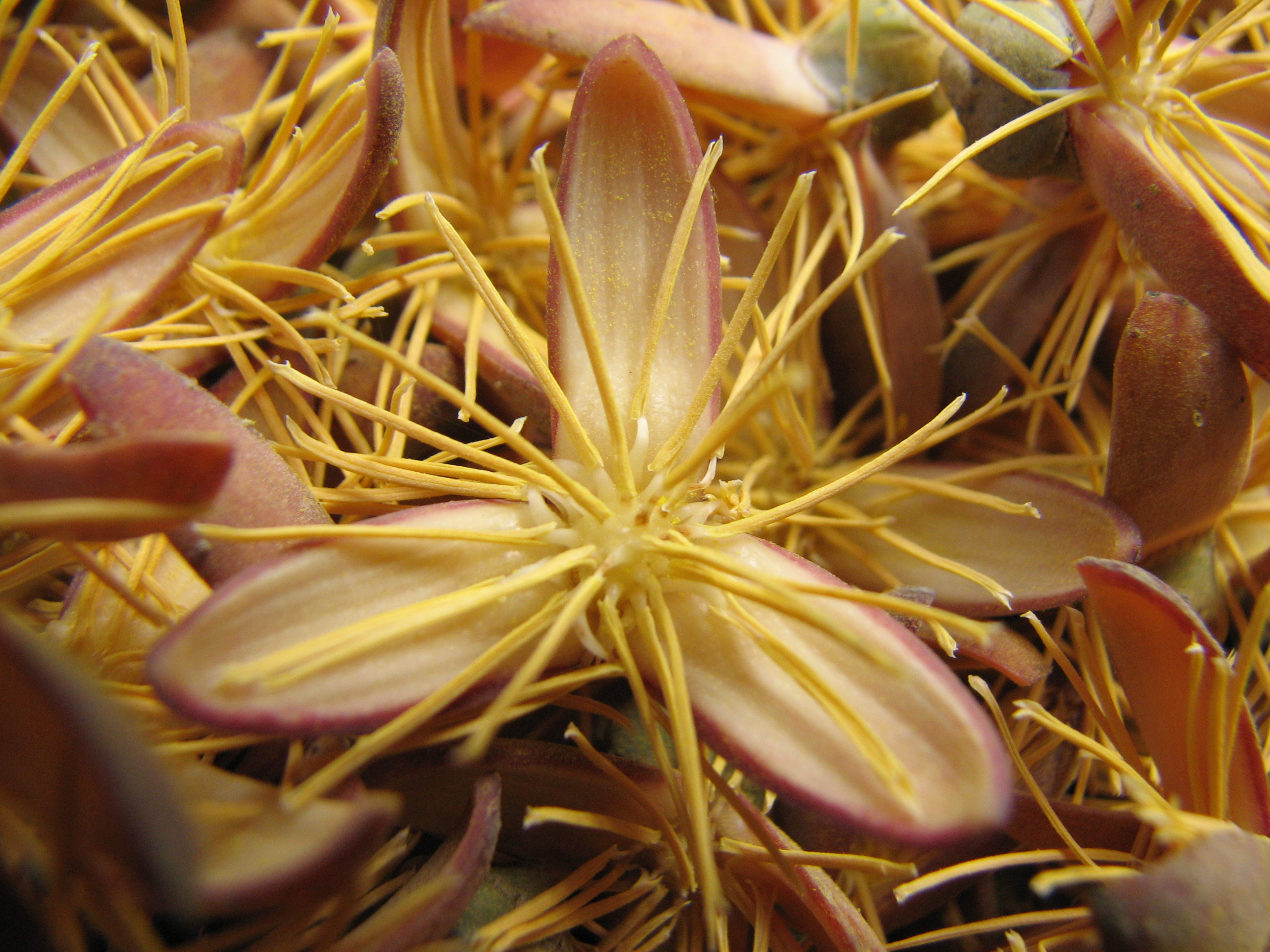